# Christian Grovermann
Christian Grovermann (* 25. September 1943 in Kempten (Allgäu); † 13. Februar 2022 in Osnabrück) war ein deutscher Fotograf.

## Berufsleben
Nach einer Ausbildung als Fotograf von 1962 bis 1965 und langjähriger Tätigkeit in der Firma Foto-Strenger, Osnabrück, in der er Mitgesellschafter wurde, gründete Grovermann 1988 ein eigenes Studio für Werbefotografie unter dem Firmennamen „Foto-Strenger“. Er spezialisierte sich auf Produktfotografie, insbesondere im Bereich technischer Geräte und im Food-Sektor.

### Freie Arbeiten
Christian Grovermann stellte fotografisches Können und Kreativität in den Dienst der Kunst- und Kulturgeschichte Osnabrücks, was in zahlreichen Publikationen zu Ausstellungen zur Kunst, aber auch zur Geschichte Osnabrücks sichtbar wird.
Das Museum Industriekultur Osnabrück bewahrt einen Teil dieser freien Arbeiten im Bereich der Architektur-, Industrie- und Kunstfotografie.

## Ausstellungen
Christian Grovermann, Fotografien aus der Osnabrücker Neustadt. Kulturgeschichtliches Museum Osnabrück, 16. Dezember 2007 – 30. März 2008.